# Juan de Idiáquez y Olazábal
Juan de Idiáquez y Olazábal (Madrid, 12 de marzo de 1540 - Segovia, 12 de octubre de 1614) fue un hombre de estado español, menino del príncipe Carlos, embajador en Génova y Venecia, trece de la orden de Santiago, secretario real y consejero de Felipe II y presidente del Consejo de Órdenes con Felipe III.

## Biografía
Fue hijo de Alonso de Idiáquez y Yurramendi, que fuera secretario de Carlos I, y de Gracia de Olazábal.  Casado en 1563 con Mencía Manrique de Butrón (m. 1565), dejó un único hijo, Alonso, I duque de Ciudad Real y virrey de Navarra.
| Predecesor: Antonio Pérez Gabriel de Zayas | Secretario del Consejo de Estado 1579 - 1587                                      | Sucesor: Martín de Idiáquez e Isasi Francisco de Idiáquez |
| Predecesor: Martín de Córdoba y Velasco    | Presidente del Consejo de Órdenes 12 de noviembre de 1599 - 12 de octubre de 1614 | Sucesor: Luis Carrillo de Toledo                          |